# Foveosculum liberianum
Foveosculum liberianum är en stekelart som beskrevs av Heinrich 1967. Foveosculum liberianum ingår i släktet Foveosculum och familjen brokparasitsteklar. Inga underarter finns listade i Catalogue of Life.